# Трагічна комедія або комічна трагедія містера Панча
«Трагічна комедія або комічна трагедія містера Панча» (англ. The Tragical Comedy or Comical Tragedy of Mr. Punch), або просто «Містер Панч» (англ. Mr. Punch) — графічний роман Ніла Геймана та Дейва Маккіна 1994 року. Разом із коміксами «Рипучі футляри» та «Сигнал до шуму», входить до так званої Гейманової «трилогії про пам'ять». Серед найголовніших тем графічного роману — пам'ять та ненадійність людських спогадів загалом.

## Сюжет
На перших сторінках коміксу, оповідач повідомляє читачеві: «Шлях пам'яті є ані прямим, ані надійним, тому ми здійснюємо нашу подорож на свій власний ризик. Набагато легше здійснювати короткі мандрівки в минуле, згадувати мініатюрами, створюючи короткі лялькові сцени у наших головах. Ось так це робиться».
Оповідач починає розповідати про свої дитячі спогади, які ілюструють найрізноманітніші епізоди його життя: світанкове ловіння риби на березі моря, життя в бабусі і дідуся, який з'їхав з глузду, згадки про двоюрідного дідуся-горбаня; зрадництво дорослих по відношенню до дітей; страх невідомого; небажана вагітність; насильство та навіть ймовірне вбивство.
У загальу послідовність спогадів вкраплено історії з вистави «Панч і Джуді», «Найстарішої, наймудрішої п'єси». Семирічний хлопець вперше наштовхнувся на Панча на морському березі, де рибалив разом із дідусем. Згодом він також познайомився з лялькарем вистави, якого називали «професором». Загалом, розповідь про Панча містить такі епізоди: Джуді дає своєму чоловіку понянчити немовля, але коли воно починає плакати, Панч викидає його зі сцени; Панч вбиває Джуді, а згодом і пристава, який прийшов його заарештувати; Панчу вдається перехитрити привида, крокодила та лікаря, а також обдурити ката, який потрапляє на шибеницю замість засудженого, і перемогти самого диявола.

## Сприйняття
2005 року BBC Radio 3 випустило однойменну радіо-адаптацію «Трагічна комедія або комічна трагедія містера Панча». Американський інді-поп гурт Future Bible Heroes записав трек під назвою «Mr. Punch», який увійшов до альбому-триб'юту творчості Ніла Геймана «Where's Neil When You Need Him?»  (2006).